# 城郊镇 (临夏市)
城郊镇，是中华人民共和国甘肃省临夏回族自治州临夏市下辖的一个乡镇级行政单位。

## 行政区划
城郊镇下辖以下地区：
堡子村、瓦窑村、祁家村、肖家村和木厂村。

## 中国传统村落
2013年8月，木场村被评为第二批中国传统村落。